# Jack the Ripper - Live à la Flèche d'Or

Jack the Ripper - Live à la Flèche d'Or est le nom du premier album du groupe français Jack the Ripper. Cet album a été réalisé en 1997 dans la salle parisienne de La Flèche d'or.

## Titres
- Monday Mourning
- Candlelight
- Postcard from New-York
- Party in Downtown
- Fever